# Aleksiej Kopytcew
Aleksiej Iwanowicz Kopytcew (ros. Алексей Иванович Копытцев, ur. 1912 we wsi Mańkino w guberni smoleńskiej, zm. 31 grudnia 1987) – funkcjonariusz radzieckich służb specjalnych, generał major.

## Życiorys
Syn tkacza, 1929 skończył szkołę w Gżatsku (obecnie Gagarin), 1930-1938 członek Komsomołu, 1930-1933 pracował w moskiewskiej fabryce, od września 1933 do sierpnia 1938 studiował na Uniwersytecie Moskiewskim, na którym później był przez 2 miesiące pracownikiem naukowym. Od kwietnia 1938 członek WKP(b), od 21 listopada 1938 w organach NKWD, pełnomocnik operacyjny Oddziału 7 Wydziału 5 Głównego Zarządu Bezpieczeństwa Państwowego, od 2 grudnia 1938 młodszy porucznik bezpieczeństwa państwowego, od 9 kwietnia 1939 do 26 lutego 1941 szef Wydziału 7 Głównego Zarządu Bezpieczeństwa Państwowego, 11 kwietnia 1939 awansowany na kapitana, a 14 marca 1940 majora bezpieczeństwa państwowego. Od 26 lutego do 31 lipca 1941 szef Wydziału 5 NKGB ZSRR, 18 lipca 1941 awansowany na starszego majora bezpieczeństwa państwowego, od 11 sierpnia do 3 listopada 1942 zastępca szefa Wydziału 5 Specjalnego NKWD ZSRR, od 3 listopada 1942 do maja 1943 szef Wydziału 2 Zarządu 5 NKWD ZSRR i zastępca szefa Zarządu 5 NKWD ZSRR, 14 lutego 1943 mianowany komisarzem bezpieczeństwa państwowego. Od maja 1943 do czerwca 1946 zastępca szefa Zarządu 5 NKGB/MGB ZSRR, od 9 lipca 1945 generał major, od czerwca 1946 do października 1949 zastępca szefa Zarządu 6 MGB ZSRR, od października 1949 do 28 lipca 1951 szef Zarządu 1 Głównego Zarządu Służb Specjalnych przy KC WKP(b), od kwietnia 1952 do marca 1953 instruktor Wydziału Organów Administracyjnych KC WKP(b), od 18 kwietnia 1953 do marca 1954 zastępca szefa Zarządu 8 MWD ZSRR, od 14 sierpnia 1954 do stycznia 1965 zastępca szefa 8 Głównego Zarządu KGB ZSRR.

## Odznaczenia
- Order Czerwonego Sztandaru (23 lutego 1957)
- Order Czerwonego Sztandaru Pracy (3 kwietnia 1942)
- Order „Znak Honoru” (26 kwietnia 1940)

I 4 medale.